# The Simpsons Forever!: A Complete Guide to Our Favorite Family ...Continued

The Simpsons Forever!: A Complete Guide to Our Favorite Family ...Continued traducido al español, ¡Los Simpson Por Siempre!: Una guía completa sobre nuestra familia preferida ...Continuada, es una guía de episodios para las temporadas 9 y 10 de la serie de televisión animada Los Simpson. Es el libro que continúa la guía The Simpsons: A Complete Guide to Our Favorite Family. Fue editado por Scott M. Gimple y lanzado en 1999.

## Contenido
El creador de Los Simpson, Matt Groening, escribió una introducción sobre The Simpsons Forever!. En su introducción, él dice que la opción fue hecha para publicar un segundo libro en comparación con la edición pasada, para ahorrar a consumidores de comprar el material que ya tenían.
Los episodios del libro comienzan con "The City of New York vs. Homer Simpson" y terminan con "Thirty Minutes Over Tokyo". El libro continúa el trabajo de la edición pasada ennumerando los D'oh! de Homer, o los "Mmm..." de Marge, también los nuevos gags del sofá; pero también incluye características únicas, incluyendo un tributo a Troy McClure. La guía también incluye las canciones relacionadas con Los Simpson: Do the Bartman! y Deep, Deep Trouble.